# Karolina Stopka
Karolina Lucyna Stopka (ur. w 1979 roku) – polska prawnik, dr hab. nauk społecznych, adiunkt Instytutu Prawa Cywilnego Wydziału Prawa, Administracji i Ekonomii Uniwersytetu Wrocławskiego.

## Życiorys
Karolina Stopka ukończyła studia na Wydziale Prawa, Administracji i Ekonomii Uniwersytetu Wrocławskiego, natomiast 21 kwietnia 2008 obroniła pracę doktorską Zasada subsydiarności w prawie pomocy społecznej, 20 maja 2019 habilitowała się na podstawie oceny dorobku naukowego i pracy zatytułowanej Świadczenia odszkodowania socjalnego w prawie polskim.
Objęła funkcję adiunkta w Instytucie Prawa Cywilnego na Wydziale Prawa, Administracji i Ekonomii Uniwersytetu Wrocławskiego.

## Wyróżnienia
- 2010: Laureatka konkursu Złote Skrzydła Dziennika Gazety Prawnej w kategorii Prawo Pracy i Ubezpieczeń Społecznych za książkę: Zasada subsydiarności w prawie pomocy społecznej[3]

## Publikacje
- 2008: Zasada subsydiarności a prawo do świadczeń z pomocy społecznej[1]
- 2009: Glosa [do wyroku Sądu Najwyższego – Izba Pracy, Ubezpieczeń Społecznych i Spraw Publicznych z dnia 17 września 2007 r., III UK 51/07][1]
- 2014: Uwagi na temat charakteru prawnego państwowej kompensaty dla ofiar przestępstw[4]
- 2016: O nowelizacji ustawy o świadczeniach rodzinnych z dnia 15 maja 2015 r.[4]